# Michiel Baelde
Michiel Nicolaasz. Baelde (Ieper, ca. 1549-1555 - Delft, 30 december 1630) was een Iepers notabele die in zijn stad een calvinistisch bestuurder werd, alvorens de stad te ontvluchten en zich in Delft te vestigen.

## Levensloop
De familie Baelde stamde uit Nieuwkerke bij Ieper. In de vijftiende eeuw was Jacobus Baelde (1448-1477) er koster in de parochiekerk. De familie kreeg vooral bekendheid door de activiteiten in de textielindustrie van verschillende van haar leden, eerst in Nieuwkerke maar weldra in Ieper. De zoon van Jacobus, Walrave Baelde, werd wolwever in Ieper. Die zijn zoon, Jacobus Baelde, trouwde met Maria Thibault en was de grootvader van Michiel.
Michiel Baelde werd in Ieper geboren als zoon van Nicolaas Baelde en Maria Rabau. Hij trouwde in 1575 met Isabella Bollengiers (1557-1634) en ze hadden tien kinderen, van wie er vijf in Ieper geboren werden. Vijf zoons lagen aan de oorsprong van de Baeldefamilies in de Verenigde Provincies.
In 1578 koos Michiel partij voor François de la Kethulle de Ryhove en de Gentse calvinisten toen deze het bestuur over Ieper in handen namen. Hij werd raadslid (april 1578), schepen (juni 1578), hoofdman van de kleine ambachten (juni 1580), hoofdman van de burgerij (juni 1582), lid van de raad van notabelen (juni 1583). 
In april 1584 gaf de stad zich over aan de troepen van Alexander Farnese. Om plundering te voorkomen aanvaardde de stad een belasting van 20.000 gulden. Als zekerheid voor de betaling ervan werden de raadsheren Michiel Baelde, Daniel Langespee, Herman van Otten en Pieter De Wilde als gijzelaars gearresteerd. Daar het stadsbestuur in gebreke bleef en om vrij te komen betaalden ze de som dan maar zelf. Hun erfgenamen werden nooit door de stad vergoed.
Na ongeveer 9 maanden gevangenschap in kasteel Doornik, vluchtte Michiel Baelde met zijn gezin naar Norwich in Engeland en na korte tijd naar Delft, waar hij zich vestigde en opnieuw zijn professionele activiteit van lakenhandelaar opnam. 
Hij werd op 2 januari 1631 in de Nieuwe Kerk in Delft begraven, onder een zerk waarop zijn wapens en kwartieren voorkwamen.
Een achterkleinzoon van hem was de protestantse missionaris-predikant Filips Baelde of Philippus Baldeus (1632-1672). Andere nazaten van hem, onder wie Pieter Baelde (1599-1649) en diens zoon Michiel Baelde (1632-1695) vestigden zich in Leiden en Rotterdam. In de 18e eeuw was Michiel Baelde (1694-1770) een invloedrijk koopman en makelaar, die zich indirect verbond aan slavernij-gerelateerde handel.

## Voetnota
1. ↑   De tekst luidde: Hier leyt begraven Michiel Baelde, schepen der stadt Ipere, den 30 December anno 1630 en sijne huysvrouwe Isabelle Bollongies den 1 December 1634 in den Heere ontslapen.
2. ↑  D. Vuijk. (2019, July 2). MICHIEL EN HENDRIK BAELDE, RADEREN IN EEN ACHTTIENDEEEUWS PLANTAGENETWERK Onderzoek naar de verbondenheid van commercie en familieverhoudingen in de familie Baelde, toegespitst op slavernij -gerelateerde zaken, met name negotiaties in de periode 1750-1770. Maatschappijgeschiedenis / History of Society. Retrieved from http://hdl.handle.net/2105/49956. Geraadpleegd op 10 december 2020.